# Kotda (stato)
Lo Stato di Kotda fu uno stato principesco del subcontinente indiano, avente per capitale la città di Kotda Sangani.

## Storia
La famiglia regnante a Kotda derivava dalla casata di Gondal. Kumbhoji I di Gondal ebbe due figli, Sagramji e Sangoji; il primo gli succedette come principe a Gondal, mentre il secondo ricevette in appannaggio il villaggio di Ardoi nel 1654/1655. Sangoji conquistò  i villaggi vicini e riuscì ad ampliare i propri possedimenti a livello di Taluka. Il nome di Sangani aggiunto alla capitale derivò proprio da lui. Assieme al ranmalji di Rajkot, conquistò Sardhar. Lo stato seguì la regola di successione della primogenitura. Lo stato disponeva di 8 cavalieri, 142 fanti e 4 cannoni nel 1892.
Nel 1948 entrò a far parte dell'Unione Indiana.

## Governanti
I regnanti di Kotda avevano il titolo di thakur.

### Thakur
- Thakore Saheb SANGOJI KUMBHOJI, 1655/1699
- Thakore Saheb TEJOJI SANGOJI, 1699/1727
- Thakore Saheb JASAJI TEJOJI, 1727/1755
- Thakore Saheb DEVAJI TEJOJI, 1755
- Thakore Saheb HOTHIJI DEVAJI, 1755/1812
- Thakore Saheb BHOJRAJJI HOTHIJI, 1812/1825
- Thakore Saheb BAMANIAJJI HOTHIJI, 1825/1838
- Thakore Saheb SABLOJI BAMANIAJI, 1838/1840
- Thakore Saheb MEROJI SABLOJI, 1840/1862
- Thakur Saheb TAJOJI MEROJI, 1862/1879
- Thakore Saheb MULVAJI TAJOJI, 1879/1913
- Thakore Saheb HIMATSINHJI MERUBHA, 1913/1930
- Thakore Saheb Shri PRADYUMNASINHJI HIMATSINHJI, 1930/1948